# Iroquois (Schiff)
Der Tankdampfer Iroquois und der Sechsmast-Tanksegelschoner Navahoe bildeten zusammen das Horse and Cart (deutsch: Pferd und Wagen).

## Geschichte

### Das Horse and Cart
1908 setzte die Anglo-American Oil Company einen ungewöhnlichen Schleppzug in Fahrt. Er bestand aus einem Tankdampfer mit einem Sechsmast-Tanksegler als Anhang. Das Gespann wurde in den folgenden Jahren als „Horse and Cart“ bekannt. Beide Fahrzeuge wurden von der Belfaster Werft Harland & Wolff gebaut.
Der Tankdampfer Iroquois zählte beim  Bau zu den größten Tankschiffseinheiten weltweit und war grundsätzlich als herkömmliches Tankschiff mit weit vorne angeordnetem Deckshaus und achterer Maschinenanlage ausgelegt. Die Antriebsanlage leistete rund 5000 Pferdestärken, was eine Sologeschwindigkeit von elf bis zwölf Knoten ermöglichte. Darüber hinaus besaß das Schiff aber eine Dampfschleppwinde zur Aufnahme einer rund 18 Zentimeter starken Schleppleine. Die Schleppleinenspannung wurde hierbei durch ein Dampfventilsystem gesteuert.
Der Tanksegler Navahoe war ein Sechsmast-Schoner ohne Topsegel. Auch die Navahoe verfügte über eine Dampfmaschinenanlage, diese beaufschlagte aber keine Antriebsanlage, sondern war ausschließlich zum Betrieb der Ladungspumpen und der Tankheizung sowie zum Antrieb der dampfbetriebenen Segelwinden gedacht. Die Besegelung war ihrerseits nicht für den regulären Segelbetrieb gedacht, sondern für den Fall eines Bruches der Schleppverbindung.
Der Schleppzug unternahm seine erste Ausreise von Belfast zu den Vereinigten Staaten am 1. März 1908. Nahezu ein Jahrzehnt, bis zum Ende der 148sten Reise am 30. Mai 1917, verblieb das Horse and Cart auf diesem Fahrtgebiet. Dabei erreichte der Schleppzug  durchschnittliche Geschwindigkeiten von etwa neun Knoten. Aufgrund der fehlenden Eignung zum Betrieb innerhalb der Konvois des Ersten Weltkriegs befuhren Iroquois und Navahoe von Juni 1917 bis November 1918 für sechzehn Reisen die Route von Texas nach Halifax, wobei durchschnittlich sogar zehn Knoten erreicht wurden. Am Heiligabend 1918 trat das Horse and Cart seine erste Nachkriegsreise von Baton Rouge nach London an und verblieb bis zum 17. September 1930 auf der Route von Baton Rouge zur Themse.

### Weitere Karrieren
Nach 23 Jahren trennten sich die Wege des bemerkenswerten Schiffspaares. Die Navahoe wurde danach für einige Jahre als schwimmendes Tanklager an der Mündung des San Juan River im Osten Venezuelas eingesetzt, wo es als vorgelagerte Station des Ölterminals in Caripito diente. Große Tanker luden zunächst in Caripito und toppten ihre Ladung anschließend an der Navahoe auf. Nach einer Verbesserung der venezolanischen Umschlageinrichtungen wurde die Navahoe nicht mehr benötigt, woraufhin man sie im Sommer 1936 hinaus auf See schleppte und dort versenkte.
Die Iroquois wurde bis zum Ende des Zweiten Weltkriegs weiterbetrieben, wobei sie auch während der späteren Solokarriere des Öfteren für Seeverschleppungen oder Sonderaufgaben, wie der Verlegung von Pipelines vor Tripolis und Haifa eingesetzt wurde. Im Dezember 1946 erwarb schließlich der Schiffsabbrecher Arnott Young aus Dalmuir das altgediente Schiff und verschrottete es im ersten Quartal 1947 bei seinem Tochterunternehmen West of Scotland Shipbreaking in Troon.